# Gerarchi si muore
Gerarchi si muore è un film commedia italiano del 1962, diretto da Giorgio Simonelli.

## Trama
Per cercare di salvare la propria attività, l'industriale Marletti intende creare una società con il commendator Frioppi, nostalgico ex fascista, e combinare un matrimonio tra la propria figlia maggiore e il figlio di Frioppi; le due famiglie si ritrovano perciò nel castello che Marletti ha appena acquistato e restaurato, anche per tenere una sfilata di modelli di abbigliamento.
Nel castello si aggira però il fantasma dell'originario proprietario, ucciso dalla moglie e condannato a rimanere sulla terra finché non compirà una buona azione, cosa che intende evitare per non doversi riunire alla moglie. È presente anche una banda di falsari (con a capo il maggiordomo) che cerca di allontanare gli ospiti per poter agire indisturbata (due domestici si travestono come scheletri e fantasmi). La situazione è ulteriormente complicata dalla presenza del vero fidanzato della figlia di Marletti, anch'egli travestito da fantasma, e di una ladra come infermiera di Frioppi.
Alla fine, dopo una nottata caotica, le cose si risolveranno: la polizia arresterà ladri e falsari, Marletti e Frioppi creeranno una società, la figlia maggiore di Marletti potrà sposare il proprio fidanzato, mentre sarà la figlia minore a sposare il figlio di Frioppi. Il fantasma del proprietario, avendo compiuto una buona azione, dovrà suo malgrado raggiungere la moglie nell'aldilà.